# Ordre du Mérite de Nouvelle-Zélande
L'ordre du Mérite de Nouvelle-Zélande est une institution récompensant les services de citoyens néo-zélandais. Elle a été fondée en 1996 par la reine Élisabeth II.

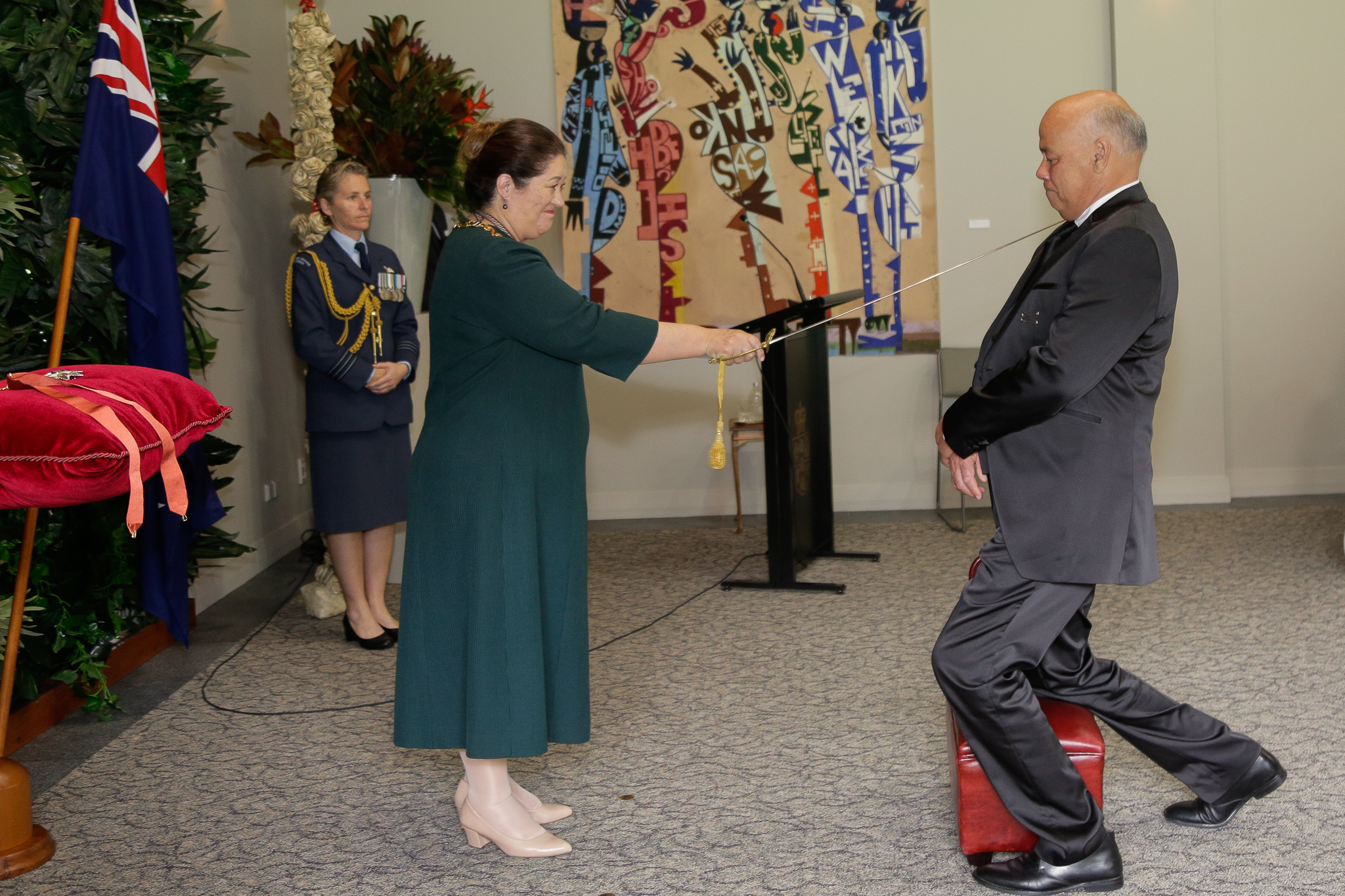
Cérémonie d'investiture : Collin Tukuitonga fait chevalier compagnon de l'ordre par la gouverneur général de Nouvelle-Zélande, Dame Cindy Kiro, au nom de la reine de Nouvelle-Zélande, Élizabeth II, en août 2022.

## Récipiendaires célèbres
- Rod Bieleski (1931-2016), physiologiste des plantes,
- Paul Coll, né en 1992, joueur de squash,
- Wystan Curnow (1939-), poète, critique littéraire,
- Anna Grimaldi, née en 1997, athlète handisport,
- Penny Jamieson (1942-), évêque anglicane,
- Lydia Ko, née en 1997, joueuse de golf[1]
- Joelle King, née en 1988, joueuse de squash[2],
- Kolokesa Uafā Māhina-Tuai, conservatrice de musée tongienne,
- Susie Simcock (1938-2020), personnalité du squash[3],
- Jonathan Falefasa « Tana » Umaga (1973-) : joueur de rugby à XV.